# Eugenie Goldsternová
Eugenie Goldsternová (1. května 1884 Oděsa – 14. června 1942 Vyhlazovací tábor Sobibor) byla rakouská antropoložka, která prováděla výzkum alpské lidové kultury ve Švýcarsku.

## Život
Eugenie Goldsternová se narodila v Oděse v roce 1884 židovským rodičům; byla nejmladší ze 14 dětí. V roce 1905 se přestěhovala do Rakouska a o pět let později začala studovat antropologii na vídeňské univerzitě. Tam studovala u Michaela Haberlandta, v té době přední osobnosti ve studiu a sběratelství lidového umění.
Její výzkumné zájmy se soustředily na kulturu západních Alp. Goldsternová se zaměřila na obec Bessans a vytvořila jednu z vůbec prvních etnografických monografií o životě a ekonomice v evropské horské vesnici. Její výzkum začal v roce 1912 a během zimy 1913–1914 žila v tamní komunitě. Během pobytu ve Švýcarsku ji podporoval etnograf Arnold van Gennep. Její výzkumy se výrazně odchýlily od typického tehdejšího vědeckého názoru, který vykresloval kulturu Alp jako idealizovanou a neměnnou. Zvláštní pozornost v jejích studiích byla věnována malým, ručně vyráběným hračkám. Její první a poslední články publikované ve vídeňském etnografickém časopise Wiener Zeitschrift für Volkskunde byly zaměřeny na hračky. Řadu předmětů, které při své práci nasbírala, věnovala Etnologickému muzeu ve Vídni.
Jej výzkum narušilo vypuknutí první světové války. Poté, co pokračovala ve studiu na univerzitě v Neuchâtel, dokončila v roce 1920 pod vedením profesora Paula Girardina doktorát na Freiburské univerzitě.
Koncem 20. let Goldsternová přestala publikovat a stáhla se ze svého terénního výzkumu. V roce 1937 byla její práce, spolu s prací van Gennepa, uvedena na výstavě o Savojsku na Exposition Internationale v Paříži. S převzetím Rakouska nacistickým Německem v roce 1938 byli židé oficiálně vyloučeni z veřejného života a podrobeni antisemitským rasovým zákonům. Mnoho z jejích rodinných příslušníků uprchlo z Vídně, ale Eugenie Goldsternová zůstala ve městě. Dne 14. června 1942 byla Eugenie Goldsternová deportována do vyhlazovacího tábora Sobibor v Polsku, kde byla zabita.

## Posmrtné výstavy
V letech 2004–2005 vystavilo Etnologické muzeum ve Vídni Goldsternové sbírku švýcarských lidových uměleckých předmětů na výstavě nazvané „Ur-Ethnographie.“ V roce 2007 o ní a její práci uspořádaly výstavu Musée dauphinois a Musée savoisien.

## Dílo
- Alpine Spielzeugtiere. Ein Beitrag zur Erforschung des primitiven Spielzeuges, in: Wiener Zeitschrift für Volkskunde, 29. Jg., Heft 3–4, Wien 1924
- Beiträge zur Volkskunde des Lammertales mit besonderer Berücksichtigung von Abtenau (Tännengau), in: Zeitschrift für österreichische Volkskunde, Wien 1918
- Bessans, Vie d'un village de haute Maurienne, Traduction Francis Tracq et Melle Schaeffer, Challes-les-Eaux 1987
- Eine volkskundliche Erkundungsreise im Aostatale (Piemont). (Vorläufige Mitteilung), in: Wiener Zeitschrift für Volkskunde, 28. Jg., Heft 1, Wien 1923
- Hochgebirgsvolk in Savoyen und Graubünden. Ein Beitrag zur romanischen Volkskunde. I. Bessans, Volkskundliche monographische Studie über eine savoyische Hochgebirgsgemeinde (Frankreich). II. Beiträge zur Volkskunde des bündnerischen Münstertales (Schweiz), Wien 1922
- 'Eugénie Goldstern (1884-1942), Ethnologue de l'arc alpin: Oeuvres complètes', (Trans: Gansel, Mireille) 2008 (ISBN 9782355670053)